# Cesar Daigo
Cesar Daigo (醍醐天皇 Daigo-tennō, 6. februar 886 - 23. oktober 930) je bil 60. japonski cesar v skladu s tradicionalnim redom nasledstva. Daigo je vladal med letoma 897 in 930. Ime je dobil po kraju, kjer je pokopan.

## Tradicionalna zgodba
Pred njegovo zasedbo krizantemskega prestola je bilo njegovo osebno ime (imina) Acuhito (敦仁親王) ali Ono-tei.
Acuhito-šinō je bil najstarejši sin cesarja Uda. Njegova mati je bila Fudživara ne Taneko, hčerka ministra na sredini, Fudživara no Takafudžija. Leta 897 je nasledil svojega očeta, ki je abdiciral prestol.
Daigo je imel 21 cesaric, cesarskih družic in priležnic; imel je 36 cesarskih sinov in hčera.

### Dogodki tekom življenja cesarja Daiga
Ime ere je bilo spremenjeno leta 898 za obeležitev začetka vladanja cesarja Daiga. Osrednja značilnost njegove vladavine je, da je vladal 34 let brez regentov Fudživara, čeprav je bil tudi sam delno potomec njihove linije.
- 6. julij 897 (Kanpjō 9, 3. dan 7. meseca): V 10. letu vladavine cesarja Uda (宇多天皇十年) cesar abdicira; nasledstvo (senso) prejme njegov najstarejši sin.[8]
- 897 (Kanpjō 9, 5. dan 7. meseca): Cesar Daigo formalno pristopi k prestolu (sokui).[9]
- 7. december 899 (Šōtai 2, 1. dan 11. meseca): Sonce je vstopilo v zimski sončev obrat in vsi veliki uradniki cesarstva so se predstavili na Daigovem dvoru.[10]
- 2. februar 900 (Šōtai 3, 3. dan 1. meseca): Daigo je šel na obisk k svojemu očetu v mesto, ki si ga je Uda izbral za življenje v pokoju.[11]
- 900 (Šōtai 3, 10. mesec): nekdanji cesar Uda je potoval na goro Koya (高野山, Kōya-san) v današnji prefekturi Vakajama južno od Osake. Obiskal je templje na pobočju gore.[12]
- 23. januar 901 (Engi 1, 1. dan 1. meseca): Zgodi se sončev mrk.
- 901 (Engi 1, 1. mesec): Razvije se »incident Sugavara Mičizane«, a več podrobnosti ne poznamo, ker Daigo odredi zažig vseh dnevnikov in zapiskov iz tega obdobja.
- 906 (Engi 5, 4. mesec): Ki-no Curajuki predstavi cesarju pesniško antologijo Kokin Vakašū, zbirko poezije waka.[13]
- 909 (Engi 9, 4. mesec): sadaidžin Fudžiwara no Tokihira je umrl v starosti 39 let. Počaščen je bil s posmrtnim nazivom regenta.
- 929 (Enchō 7., 8. mesec): Poplave uničijo državo; veliko smrtnih žrtev.[14]
- 21. julij 930 (Enčō 8, 26. dan 6. meseca): ogromen črn nevihtni oblak potuje čez pobočje gore Atago do prestolnice Heian, spremlja pa ga strašljivo grmenje. Strela je udarila v cesarsko palačo. Višji svetovalec Fuidžwara-no Kijocura (znan tudi kot Mijoši no Kijojuki), srednji nadzornik na desni Taira-no Marejo in mnogi drugi nadporočniki umrejo in njihova trupla zajame požar. Smrti pripišejo maščevanju nemirnega duha pokojnega Mičizaneja.[15]
- 16. oktober 930 (Enčō 8, 22. dan 9. meseca): V 34. letu vladanja (醍醐天皇34年) cesar zboli in zaradi strahu, da bo umrl, abdicira. Na tej točki prejme nasledstvo (senso) njegov sin. Kmalu zatem cesar Suzaku pristopi k prestolu (sokui).[16]
- 23. oktober 930 (Enčō 8, 29. dan 9. meseca): Cesar Daigo vstopi v zgodnjih jutranjih urah med budistične duhovnike. Kot menih vzame ime Hō-kongō in kmalu zatem umre v starosti 46 let.[17] Pokopan je v prostorih templja Daigo-dži, kar je razlog, da je njegovo posmrtno ime Daigo-tennō.

Daigo je naročil izgradnjo več dvoran v templju Daigo-dži, kot je dvorana Jakuši.
Dejansko mesto cesarjevega groba je znano. Tradicionalno ga častijo v spominskem šintoističnem svetišču (misasagi) v Kjotu. Uprava japonskega cesarskega dvora je imenovala to mesto za Daigov mavzolej. Formalno se imenuje Noči no Jamašina no misasagi v okrožju Fušimi-ku v Kjotu.

### Kugjō
Kugjo (公卿) je skupni izraz za peščico najbolj vplivnih moških, delujočih na dvoru japonskega cesarja v času pred obdobjem Meidži.
Večino časa so to elitno skupino sestavljali samo trije ali štirje možje naenkrat. Njihovo družinsko ozadje in izkušnje so jih pripeljale do vrha družbe. V času vladavine cesarja Daiga so vrh organa Daidžō-kan sestavljali: 
- Sesšō, Fujiwara no Tokihira (藤原時平), 909.
- Sadaidžin, Fudživara no Tokihira 871-909.[20]
- Sadaidžin, Fudživara no Tadahira (藤原忠平), 880-949.
- Udaidžin, Sugavara no Mičizane (菅原道真), 845-901.
- Udaidžin, Minamoto no Hikaru (源光), 845-913.
- Udaidžin, Fudživara no Tadahira.
- Udaidžin, Fudživara no Sadakata (藤原定方), 873-932.
- Naidaidžin, Fudživara no Takafu

džji (藤原高藤), 838-900.
- Dainagon

## Obdobjanengōtekom vladavine cesarja Daiga
Leta vladavine cesarja Daiga sovpadajo z več kot enim imenom ere nengō.
- Kanpyō (889-898)
- Shōtai (898-901)
- Engi (901-923)
- Enchō (923-931)

## Družice in otroci
Cesarica (čūgū): Fudživara no Onši (藤原穏子; 885-954), Kampaku Fudživara no Motocunejeva hčerka
- Drugi sin: cesarski princ Jasuakira (保明親王; 903-923), cesarjev prestolonaslednik, ki se imenuje Bunkengentaiši (文献彦太子)
- Štirinajsta hčerka: cesarska princesa Kouši (康子内親王; 919-957), poročena z udaijinom Fudživara no Morosukejem
- Štirinajsti sin: cesarski princ Hirokira (znan tudi kot Jutakira 寛明親王; 923-952), pozneje cesar Suzaku
- Šestnajsti sin: cesarski princ Nariakira (成明親王; 926-967), pozneje cesar Murakami

Družica (Hi): cesarska princesa Iši (為子内親王) (？-899), hčerka cesarja Koukouja
- Prva hčerka: cesarska princesa Kanši (勧子内親王; 899-910)

Družica (Njōgo): Minamoto no Vaši (源和子; u.947), hčerka cesarja Koukouja
- Četrta hčerka: cesarska princesa Keiši (慶子内親王; 903-923), poročena s cesarskim princem Acukatom (sin cesarja Uda)
- Peti sin: cesarski princ Cuneakira (常明親王; 906-944)
- Šesti sin: cesarski princ Noriakira (式明親王; 907-966)
- Sedmi sin: cesarski princ Ariakira (有明親王; 910-961)
- Trinajsta hčerka: cesarska princesa Šōši (韶子内親王; 918-980), 13. sain v svetišču Kamo 921-930; pozneje poročena s Tačibana no Korekazejem
- Sedemnajsta hčerka: cesarska princesa Seiši/Tadako (斉子内親王; 921-936), 27. saiō v svetišču Ise 936, a ne gre tja, ker prej umre.

Družica (Njōgo): Fudživara no Nōši (藤原能子; u.964), hčerka udaijina Fudživara no Sadakata; pozneje poročena s Fudživara no Sanejorijem
Družica (Njōgo): dvorna gospa Fudživara no Vakako (藤原和香子) (?-935), hčerka dainagona Fudživara no Sadakunija
Dvorna spremljevalka (Koui): Minamoto no Fūši/Kaneko (源封子) (?–?), hčerka ukjōdaibuja Minamoto no Motomija (源旧鑒)
- Druga hčerka: cesarska princesa Nobuko (宣子内親王; 902-920), 12. sain v svetišču Kamo 915-920
- Prvi Sin: cesarski princ Jošiakira (克明親王; 903-927), oče glasbenika Minamoto no Hiromasa
- Dvanajsta hčerka: cesarska princesa Seiši (靖子内親王; 915-950), odstranjena iz cesarske družine, saj prejme priimek od cesarja (Šisei Kōka, 賜姓降下) leta 921; pozneje spet cesarska princesa, leta 930. poročena s Fudživara no Moroujijem

Dvorna spremljevalka (Koui): Fudživara no Senši (藤原鮮子; u. 915), Ijonosuke (伊予介) Fudživara no Curanagova hčerka
- Tretja hčerka: cesarska princesa Takako/Kjōši (恭子内親王) (902-915), 11. sain v svetišču Kamo 903-915
- Tretji sin: cesarski princ Joakira (代明親王; 904-937)
- Šesta hčerka: cesarska princesa Jošiko/Enši (婉子内親王; 904-969), 14. sain v svetišču Kamo 932-967
- Deveta hčerka: cesarska princesa Tošiko (敏子内親王; b.906)

Dvorna spremljevalka (Koui): Minamoto no Noborujeva hčerka
- Četrti sin: cesarski princ Šigeakira (重明親王; 906-954), avtor dela Ribuōki (吏部王記)

Dvorna spremljevalka (Koui): Minamoto no Čikako (源周子; u. 935), hčerka sadaibena Minamoto no Tonauja
- Peta hčerka: cesarska princesa Kinši (勤子内親王; 904-938), poročen z Udaijin Fudživara no Morosuke
- Sedma hčerka: cesarska princesa Mijako (都子内親王; 905-981)
- Deseta hčerka: cesarska princesa Masako (雅子内親王; 909-954), 26. saiō v svetišču Ise (932-936); kasneje poročena z udaijinom Fudživara no Morosukejem
- Osmi sin: cesarski princ Tokiakira (時明親王; 912-927)
- Dvanajsti sin: Minamoto no Takaakira (源高明; 914-982), imenovan tudi Nišinomija (西宮), sadaijin
- Hčerka: Minamoto no Kenši (源兼子; 915-949), odstranjena iz cesarske družine, saj prejme družinsko ime od cesarja (Šisei Kōka, 賜姓降下) leta 921
- Osemnajsti sin: cesarski princ Moriakira (盛明親王; 928-986), prejme priimek 'Minamoto" od cesarja (Šisei Kōka, 賜姓降下), kasneje leta 967 pa spet dobi naziv cesarski princ.

Dvorna spremljevalka (Koui): princesa Manši (満子女王; u.920), hčerka princa Sukemija
- Osma hčerka: cesarska princesa Šūši (修子内親王; b.933), poročena s cesarskim princem Motojošijem
- Enajsta hčerka: cesarska princesa Fuši (普子内親王; 910-947), poročena z Minamoto no Kijohirom, kasneje poročena s Fudživara no Tošicurom

Dvorna spremljevalka (Koui): Fudživara no Jošihime (藤原淑姫; u.948), hčerka sangija Fudživara no Suganeja
- Enajsti sin: cesarski princ Kaneakira (兼明親王; 914-987), imenovan tudi saki no čūšoō (前中書王). Čūšoō ali Nakacukasa-kjō (中務卿).
- Sin: Minamoto no Joriakira (源自明; 911-958)
- Deveti sin: cesarski princ Nagaakira (長明親王; 913-953)
- Šestnajsta hčerka: cesarska princesa Hideko (英子内親王; 921-946), 29. saiō v svetišču Ise (946), a ne gre tja, ker prej umre.

Dvorna spremljevalka (Koui): Fudživara no Kuvako (藤原桑子), hčerka čūnagona Fudživara no Kanesukeja
- Trinajsti sin: cesarski princ Akiakira (章明親王; 924-990)

Dvorna spremljevalka (Koui): Čūjō-Koui (中将更衣), Fudživara no Korehira hčerka
- Minamoto no Tameakira (源為明; 927-961)

Dvorna spremljevalka (Koui): Minamoto no Tošimijeva hčerka
- Minamoto no Nobuakira (源允明; 919-942)

Dvorna spremljevalka (Koui): Minamoto Kijoko (源清子)
Dvorna spremljevalka (Koui): Fudživara Doši (藤原同子)
Dvorna spremljevalka (Koui): Minamoto Haruko (源暖子)
Neznan
- Minamoto no Genši (源厳子; b.916)